# أمان يا دنيا (فلم)
أمان يا دنيا فيلم مصري تم إنتاجه عام 1991م.

## قصة الفيلم
مرسى يونس شلبي كمسارى اوتوبيس يسكن فوق سطوح منزل حبيبته نجفه عفاف شعيب
صاحبة محل الخردوات وأمها عطيات نعيمه الصغيرصاحبة المنزل تكرهه وتود ان تزوج
إبنتها نجفه من صاحب القهوة المعلم حنفى نجاح الموجي تاجر المخدرات الغنى. يتحرش
المعلم حنفى بمرسى ويتشاور معه كل يوم ليبعده عن طريقه نحو نجفه. تفاجئآلام الوضع
إحدى راكبات الاوتوبيس مما يدعوا مرسى لأخذها بالاوتوبيس والركاب إلى المستشفى
والمكوث بجوارها حتى وضعت مولودها مما دعا هيئة النقل العام لإيقافه عن العمل وعندما
عاد لمنزله في المساء وجد ان عطيات صاحبة المنزل قد ألقت بملابسه وعفش حجرته في
الشارع واحضر المعلم حنفى بعض البلطجيه للشجار معه وضربه علقة موت ولكن نجفه
استطاعت إنقاذه من أيديهم. أشار المعلم حسيب (أنور عبد المنعم) على المعلم حنفى للبحث
عن عمل لمرسى مع أحد العصابات بالإسكندرية لإبعاده عن نجفه. وبالفعل توسط له عند
محسن بيه احمد فريد لكى يعمل لديه. سافر مرسى للاسكندريه وقابل محسن بيه الذي
أعطاه حقيبه لتوصيلها إلى أحد العملاء بأحد الفنادق ويدعى بيتر نهاد رامىوإحضار
شنطة أخرى منه دون ان يعلم مابها. وكانت الشنطة الأولى بها نقود سيأخذها بيتر أما
الثانية فبها أكلشيهات لتزييف النقود.وفى الطريق قابله أحد المنافسين لمحسن بيه وهو توفيق
مدحت غالى ومساعدته سهام فريده سيف النصر وأخذوه في أحد منازل العصابة التي 
يديرها تيمور متولى علوان وسرقوا منه الشنطه وذهبت بها سهام إلى بيتر وأخذت منه شنطة
الاكلشيهات وسلمتها لتيمور الذي إستبدلها بأخرى مزيفه وأعطاها لتوفيق ثم ذهب بالحقيقيه
إلى محسن بيه وسلمها له. تأخر مرسى على نجفه التي سارعت للاسكندريه للبحث عنه في
الفندق الذي ينزل فيه وقبضت عليها العصابة الخاصة بتوفيق الذي اكتشف الخدعة والذي
قبض أيضاً على مرسى وسهام وحبسهم سويا وقتل محسن وبحث عن الحقيبة الحقيقية 
وإجتمع الجميع في وكر العصابة وداهمهما البوليس بقيادة العقيد حسين بليغ حبشى وقبض
عليهم ومعهم حنفى وحسيب. وتزوج مرسى من نجفه. 

## طاقم العمل

### أبطال الفيلم
- يونس شلبي
- عفاف شعيب
- نجاح الموجي
- فريدة سيف النصر
- نعيمة الصغير
- مدحت غالي
- بليغ حبشي
- جلال رجب
- متولي علوان
- كمال عبدالعزيز
- أنور عبد المنعم
- جمال الفيشاوي
- فوزي عرفة
- محمد سعيد عبودة
- أحمد فريد
- نهاد رامي
- كمال الديساوي
- منى أبو الفتوح
- سيد مصطفى
- مصطفى سعد
- آن الترك

### صوت
- مجدي كامل   (مكساج)
- طارق عثمان   (تسجيل صوت)
- كميل صبحي   (م. صوت)
- ماجد سامي   (م. صوت)
- أنور حنفي   (م. صوت)
- جليلة الحريري  (م. صوت)

### إخراج
- إبراهيم عرايس  (مخرج)
- محمد حسنين  (مخرج مساعد)
- نبيل شاكر (مساعد مخرج ثاني)
- وحيد شوقي   (كلاكيت)

### ماكياج
- سميرة عرايس   (ماكياج)
- نادية عبد الله  (ماكياج)
- محمود زكريا   (كوافير)
- شحاتة عبد المنعم   (كوافير)

### معمل
- مصر للإستوديوهات والإنتاج السينمائي (مصر للاستوديوهات). مصر للإستوديوهات والإنتاج السينمائي (مصر للاستوديوهات)
- سعد عبد الرحمن (رئيس قطاع المعامل)
- صلاح عبد الحليم (مدير عام معامل المدينة)
- محمد مميش (تصحيح الألوان)

### مونتاج
- صلاح بسيوني (مونتير)
- نبيل دروز (مركب الفيلم)
- ليلى السايس (نيجاتيف)

### تصوير
- مراد فوزي (مدير التصوير)
- محمود بكر   (مساعد مصور)

### إنتاج
- عصام أحمد عبد اللطيف (منتج منفذ)
- بهجت قطر   (مدير إنتاج)

### موسيقى
- حسين عارف   (إعداد موسيقي)

### تأليف
- أحمد عبد اللطيف (قصة وسيناريو وحوار)

### فوتوغرافيا
- محمد فكري   (فوتوغرافيا)

### توزيع
- افلام بديع صبحي (التوزيع لجميع أنحاء العالم)

### كاستينج
- محمد مرسي   (ريجيسير)